# Campeonato Mundial de Patinaje Artístico sobre Hielo de 1910
El XV Campeonato Mundial de Patinaje Artístico se realizó en Davos (concurso masculino) entre el 29 y el 30 de enero y en Berlín (concurso femenino y por parejas) entre el 3 y el 4 de febrero de 1910 bajo la organización de la Unión Internacional de Patinaje sobre Hielo (ISU), la Federación Suiza de Patinaje sobre Hielo y la Federación Alemana de Patinaje sobre Hielo. 

## Resultados

### Masculino
| Puesto | Nombre            | País     | Puntos |
| ------ | ----------------- | -------- | ------ |
| Oro    | Ulrich Salchow    | Suecia   | 11     |
| Plata  | Werner Rittberger | Alemania | 14     |
| Bronce | Andor Szende      | Hungría  | 20     |

### Femenino
| Puesto | Nombre           | País     | Puntos |
| ------ | ---------------- | -------- | ------ |
| Oro    | Lily Kronberger  | Hungría  | 5      |
| Plata  | Elsa Rendschmidt | Alemania | 10     |
| Bronce | —                | —        | —      |

### Parejas
| Puesto | Nombre                             | País                 | Puntos |
| ------ | ---------------------------------- | -------------------- | ------ |
| Oro    | Ana Hübler / Heinrich Burger       | Alemania             | 8,5    |
| Plata  | Ludowika Eilers / Walter Jakobsson | Finlandia / Alemania | 14     |
| Bronce | Phyllis Johnson / James Johnson    | Reino Unido          | 19,5   |

## Medallero
| Núm. | País        | Oro | Plata | Bronce | Total |
| ---- | ----------- | --- | ----- | ------ | ----- |
| 1    | Alemania    | 1   | 3     | 0      | 4     |
| 2    | Hungría     | 1   | 0     | 1      | 2     |
| 3    | Suecia      | 1   | 0     | 0      | 1     |
| 4    | Finlandia   | 0   | 1     | 0      | 1     |
| 5    | Reino Unido | 0   | 0     | 1      | 1     |
|      | TOTAL       | 3   | 4     | 2      | 9     |

| Predecesor: Suecia - Austria-Hungría 1909 | Campeonato Mundial de Patinaje Artístico sobre Hielo 1910 | Sucesor: Alemania - Austria-Hungría 1911 |

- Datos: Q667560